# 黄竜
黄竜（こうりゅう繁体字: 黃龍; 簡体字: 黄龙; 拼音: huánglóng; イェール式広東語: wong4 lung4、ファンロン; ベトナム語：Hoàng Long、ホアン・ロン）は、中国の伝承五行思想に現れる黄色の竜。黄金に輝く竜であると言う異説もある。「老いた応竜は黄竜と呼ばれる」とある。
四神の中心的存在、または、四神の長とも呼ばれている。四神が東西南北の守護獣なのに対し、中央を守るとされる。五行説で黄は土行であり、土行に割り当てられた方角は中央である。同様に四神は春夏秋冬を表すものでもあり、黄龍はそれぞれの土用を表すとされている。
十二天将勾陳（こうちん）や創世神応竜（庚辰）と同一視・混同される。中国古書『荊州占』では、「黄竜（庚辰）は太一の妻」とある。
中国では瑞獣の出現を記念して改元を行うことがあるが、黄龍が出現したというので「黄龍」と改元されたこともあった。日本でも黄竜はめでたい獣とされ、宇多天皇（887年即位）のときに黄竜が出現したといわれている。
黄竜は皇帝の権威を象徴する竜とされたが、後に麒麟と置き換えられたり、同一視されるようになった。
『瑞応記』では「黄龍者 神之精 四龍之長」などと四竜の長とされる。『芸文類聚』には『瑞応図』からの引用として「黄龍者 四龍之長」と記されている。

## 元号
- 前漢の宣帝劉詢の年号。紀元前49年。黄龍 (漢)
- 三国時代の呉の太祖大帝孫権の年号。222年 - 228年。黄龍 (呉)
- 唐の粛宗の時期、梁王段子璋の年号。761年。